# 前田浩
前田浩（日语：／ Maeda Hiroshi，1938年12月22日—2021年5月18日），日本化學家，專長抗癌藥物，現任崇城大學藥學部教授，曾任熊本大學醫學部教授。

## 主要成就

根據Helmut Ringsdorf繪製的SMANCS藥物遞送系統範例

1979年，前田團隊以苯乙烯與馬來酸的共聚物開發了新抑癌素「SMANCS」。1986年，前田與門生松村保廣發現了大分子藥物的高滲透長滯留效應（ERP效應），為癌症靶向治療法（CAncer Stromal Targeting；CAST法）奠下重要基礎。
前田團隊也發現，由細菌、病毒感染導致的超氧化物和一氧化氮的大量增生，是破壞核酸（比如突變）的一種原因。

## 榮譽
- 淺川獎（日本細菌學會）
- 高松宮妃癌研究基金學術獎
- Commemorative Gold Medal（德國E.K.Frey-E.Werle）
- Controlled Release Society
- Nagai Innovation Award for Outstanding Achievement
- 英國皇家藥學會終身成就獎（Life Time Achievement Award）
- CRS College of Fellows Award
- 西日本文化獎
- 永井獎（日本DDS學會）
- 吉田富三獎（日本癌學會）
- 熊日獎
- 2016年 - 湯森路透引文桂冠獎[4]

## 外部連結
- SPAGO EPR effect （页面存档备份，存于）